# Branko Milisavljević
Branko Milisavljević (* 21. Juli 1976 in Titovo Užice, SR Serbien) ist ein serbischer Basketballspieler.

## Karrierebeginn in Serbien
Der 1,94 m große Aufbauspieler begann seine Karriere in der Jugend von KK Radnički in Belgrad, wo er unter anderem auch mit Aleksander Nadjfeji zusammen spielte. Zudem lief er für zahlreiche Jugoslawische Jugendnationalmannschaften auf. Nachdem er die Saison 1995/96 in der dortigen ersten Herrenmannschaft aufgelaufen war, wechselte er anschließend zum KK Borac Čačak in die zweite jugoslawische Liga. Dort spielte er insgesamt vier Jahre und schaffte mit seinem Team in der Saison 1998/1999 den Aufstieg in die erste Liga. Milisavljević wurde zudem zum MVP der zweiten Liga gewählt.
In der Saison 1999/2000 war er anschließend mit 25 Punkten pro Spiel Topscorer der Jugoslawischen Liga und durfte im Jahr 2000 auch am Allstar Game derselbigen teilnehmen. Lohn für seine starken Leistungen war die Nominierung in den 24-köpfigen Nationalkader im Vorfeld der Olympischen Spiele, aus dem er vor Beginn der Spiele allerdings wieder gestrichen wurde.

## Karriere
Vor der Saison 2000/2001 entschied sich Milisavljević den Sprung ins Ausland zu wagen und wechselte nach Russland zu Schachtar aus Tscheremchowo. Bereits im Dezember 2000 kehrte er allerdings wieder nach Serbien zurück, wo er für den Rest der Saison für KK Partizan in Belgrad auflief. Dort trat er auch erstmals auf höchstem europäischen Niveau in Erscheinung, indem er für Belgrad in 15 Spielen in der Suproleague auflief und dabei auf durchschnittlich 13 Punkte und 4 Assists pro Spiel kam, im Achtelfinale allerdings an ASVEL aus Villeurbanne scheiterte.
Der erneute Sprung ins Ausland zu Śląsk Wrocław im polnischen Breslau im Sommer 2001 endete bereits nach wenigen Wochen, da Milisavljević vor Saisonbeginn im September 2001 entlassen wurde. Anschließend war er mehr als ein Jahr lang vereinslos, ehe er im Oktober 2002 von CSP aus Limoges unter Vertrag genommen wurde. Auch dort wurde er allerdings nicht glücklich und wechselte im Sommer 2003 deshalb zunächst für ein Jahr zu PAOK in Thessaloniki nach Griechenland, wo er mit 16 Punkten und 4 Assists pro Spiel zu den besten Aufbauspielern der Liga gehörte. Ein Jahr später wechselte er dann innerhalb der griechischen Liga zu Olympiakos Piräus.
Die damit verbundene Rückkehr in den höchsten europäischen Wettbewerb, die EuroLeague, verlief allerdings mit lediglich 4 Punkten pro Spiel äußerst enttäuschend. Bereits im Dezember 2003 verabschiedete sich Milisavljević deswegen zu Dynamo Moskau, blieb aber auch dort nur bis Saisonende.
Die Saison 2004/05 spielte Milisavljević in Deutschland für die Telekom Baskets aus Bonn, mit denen er zwar das Pokalfinale erreichte, aber auch erstmals in der Vereinsgeschichte die Playoff-Teilnahme verpasste, so dass der Verein die Option zur Verlängerung des Vertrages nicht zog. Nach Stationen in Israel und Serbien, wechselte er im Laufe der Saison 2006/07 zum Stade Lorrain Université Club nach Nancy, wo er auch auf die europäische Bühne zurückkehrte. Im zweithöchsten europäischen Vereinswettbewerb ULEB-Cup kam er in sieben Spielen auf 14 Punkte pro Spiel bei Wurfquoten von über 50 % aus dem Feld. In der französischen Liga LNB Pro A gewann Nancy zwar die Hauptrunde, konnte aber in den Play-offs den Meistertitel nicht erringen.
Im Sommer 2007 wechselte Milisavljević innerhalb der Liga zum neuen Fusionsklub Paris-Levallois, kehrte aber bereits im Dezember desselben Jahres nach Griechenland zu Marousi Costa Coffee zurück. In den Playoffs 2008 sorgte er dort für Aufsehen, weil er mit 19 Punkten und 3 Assists maßgeblichen Anteil daran hatte, dass Marousi im Viertelfinale den Favoriten Aris Thessaloniki aus dem Rennen warf und auch im Halbfinale Olympiakos Piräus große Probleme bereitete und erst durch einen verfehlten Wurf in letzter Sekunde ausschied.
Milisavljević wechselte anschließend zum BK Lietuvos Rytas in Vilnius, wo er mit 16,4 Punkten im Schnitt der teaminterne Topscorer im Eurocup, wie der ULEB Cup nun hieß, war. Bereits im Januar 2009  verließ er die Mannschaft, bevor diese den Eurocup zum zweiten Mal in der Vereinsgeschichte gewann, und wechselte nach Spanien zu Cajasol aus Sevilla. Dort kam er in der spanischen Liga ACB auf neun Punkte und drei Assists im Schnitt. Zum Zeitpunkt seiner Verpflichtung lag Sevilla mit zwei Siegen und vierzehn Niederlagen auf dem letzten Tabellenplatz. Dank acht Siegen aus den folgenden 16 Spielen erreichte man dennoch den Klassenerhalt und schloss die Saison auf dem 14. Platz ab.
Nach einem halben Jahr ohne Vertrag unterschrieb er im Dezember 2009 einen Vertrag bei PAOK Thessaloniki. In 13 Spielen kam er dabei auf durchschnittlich acht Punkte pro Spiel und beendete die Saison mit seinem Team auf dem fünften Tabellenplatz. Im Sommer 2010 kehrte er schließlich in die serbische Liga zurück und spielte zwei Spielzeiten KK Mega Vizura auf. Anfang Dezember 2012 wurde er noch einmal vom Schweizer Meister Lugano Tigers verpflichtet, der einen mäßigen Saisonstart hingelegt hatte. Mit der Mannschaft erreichte er das Finale, das in einer Best-of-Five-Serie in fünf Spielen gegen die „Löwen“ aus Genf verloren ging. In der folgenden Saison 2013/14 spielte er noch einmal für den Genfer Meister, der jedoch diesmal in der Halbfinalserie gegen Lugano unterlag.